# Plagiaulàcides
Els plagiaulàcides (Plagiaulacida) són un subordre extint de mamífers multituberculats que visqueren a Euràsia i Nord-amèrica des del Juràssic superior fins al Paleocè inferior, fa entre 61,7 i 157,3 milions d'anys. Se n'han trobat restes fòssils a Alemanya, Espanya, els Estats Units, França, Mongòlia, Portugal, el Regne Unit i la Xina. De vegades es classifiquen com la superfamília dels plagiaulacoïdeus (Plagiaulacoidea). Són un conjunt parafilètic.
Eren multituberculats petits i basals. Els caràcters dentals plesiomorfs que serveixen per distingir-los inclouen la presència de tres dents incisives superiors, incisives inferiors cobertes del tot amb esmalt, cinc premolars superiors i tres o quatre premolars inferiors amb forma de ganivet. Probablement eren els avantpassats dels ptilodontoïdeus.